# Luka Peruzović
Luka Peruzović (* 26. února 1952 Split) je bývalý jugoslávský fotbalista chorvatské národnosti, obránce. Po skončení aktivní kariéry působil jako trenér. V letech 2005-2006 byl trenérem reprezentace Bahrajnu.

## Fotbalová kariéra
V jugoslávské lize hrál za Hajduk Split a s Hajdukem vyhrál čtyřikrát jugoslávskou ligu a šestkrát pohár. V letech 1980-1986 hrál za belgický tým RSC Anderlecht. V belgické lize nastoupil ve 166 ligových utkáních a dal 5 gólů. S Anderlechtem vyhrál třikrát belgickou ligu a v roce 1983 Pohár UEFA. V Poháru mistrů evropských zemí nastoupil v 19 utkáních, v Poháru vítězů pohárů nastoupil ve 14 utkáních, v Poháru UEFA nastoupil ve 38 utkáních a ve Veletržním poháru nastoupil ve 4 utkáních. Celkem za reprezentaci Jugoslávie nastoupil v letech 1974-1983 v 17 utkáních. Byl členem jugoslávské reprezentace na Mistrovství světa ve fotbale 1974, nastoupil v utkání se Švédskem a na Mistrovství Evropy ve fotbale 1976, kdy nastoupil v utkání s Německem.

## Ligová bilance
| Ročník                          | Zápasy | Góly | Klub           |
| ------------------------------- | ------ | ---- | -------------- |
| Jugoslávská Prva liga 1969/1970 | 9      | 0    | Hajduk Split   |
| Jugoslávská Prva liga 1970/1971 | 13     | 0    | Hajduk Split   |
| Jugoslávská Prva liga 1971/1972 | 14     | 0    | Hajduk Split   |
| Jugoslávská Prva liga 1972/1973 | 27     | 1    | Hajduk Split   |
| Jugoslávská Prva liga 1973/1974 | 31     | 1    | Hajduk Split   |
| Jugoslávská Prva liga 1974/1975 | 24     | 1    | Hajduk Split   |
| Jugoslávská Prva liga 1975/1976 | 31     | 3    | Hajduk Split   |
| Jugoslávská Prva liga 1976/1977 | 30     | 2    | Hajduk Split   |
| Jugoslávská Prva liga 1977/1978 | 20     | 1    | Hajduk Split   |
| Jugoslávská Prva liga 1978/1979 | 30     | 0    | Hajduk Split   |
| Jugoslávská Prva liga 1979/1980 | 4      | 0    | Hajduk Split   |
| 1. belgická liga 1980/1981      | 28     | 1    | RSC Anderlecht |
| 1. belgická liga 1981/1982      | 18     | 0    | RSC Anderlecht |
| 1. belgická liga 1982/1983      | 28     | 1    | RSC Anderlecht |
| 1. belgická liga 1983/1984      | 30     | 1    | RSC Anderlecht |
| 1. belgická liga 1984/1985      | 34     | 0    | RSC Anderlecht |
| 1. belgická liga 1985/1986      | 28     | 2    | RSC Anderlecht |
| Jugoslávská Prva liga 1986/1987 | -      | -    | Hajduk Split   |
| Jugoslávská Prva liga 1987/1988 | -      | -    | Hajduk Split   |
| CELKEM 1. jugoslávská liga      | 299    | 10   |                |
| CELKEM 1. belgická liga         | 166    | 5    |                |